# Ferhat Abbas

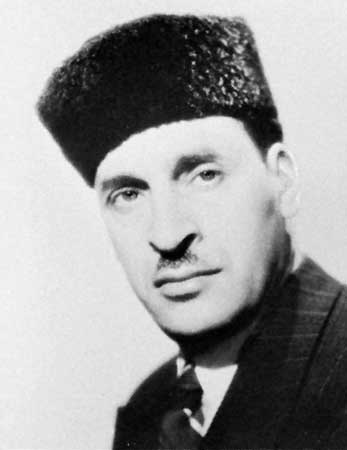
Ferhat Abbas.

Ferhat Abbas, född 24 oktober, 1899, död 23 december 1985. 
Abbas blev medlem i FLN 1956, och var ordförande i Algeriets provisoriska regering 1958–1961. Därefter blev han president i Algeriska republikens provisoriska regering 20 september 1962-15 september 1963. Han förordade ett parlamentariskt styrelseskick och kom därigenom i konflikt med Ben Bella, vilket ledde till hans avgång och därefter uteslutning ur FLN.